# Walt Faulkner
Walter Faulkner, detto Walt (Tell, 16 febbraio 1920 – Vallejo, 22 aprile 1956), è stato un pilota automobilistico statunitense, deceduto durante una gara di Stock Car in California nel 1956.
Tra il 1950 e il 1960 la 500 Miglia faceva parte del campionato mondiale di Formula 1, per questo motivo Faulkner ha all'attivo anche 4 Gran Premi e una pole position in Formula 1.

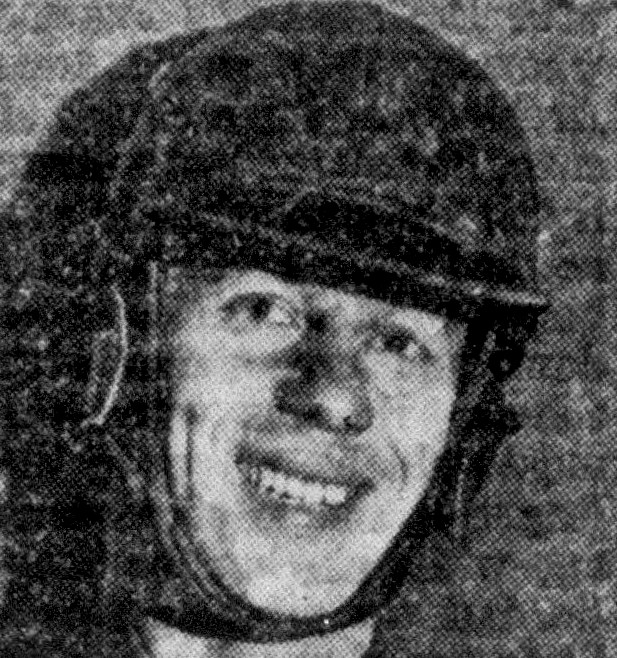
Faulkner nel 1942

Faulkner è stato sepolto presso il Forest Lawn Memorial Park di Long Beach, California.

## Risultati in Formula 1
| 1950 | Scuderia                    | Vettura                  |  |  |   |  |  |  |  |  |  | Punti | Pos. |
| ---- | --------------------------- | ------------------------ |  |  | - |  |  |  |  |  |  | ----- | ---- |
| 1950 | Grant Piston Ring/Agajanian | Kurtis Kraft-Offenhauser |  |  | 7 |  |  |  |  |  |  | 0     |      |

| 1951 | Scuderia       | Vettura           |  |    |  |  |  |  |  |  |  | Punti | Pos. |
| ---- | -------------- | ----------------- |  | -- |  |  |  |  |  |  |  | ----- | ---- |
| 1951 | J.C. Agajanian | Kuzma-Offenhauser |  | 15 |  |  |  |  |  |  |  | 0     |      |

| 1953 | Scuderia      | Vettura                  |  |    |  |  |  |  |  |  |  | Punti | Pos. |
| ---- | ------------- | ------------------------ |  | -- |  |  |  |  |  |  |  | ----- | ---- |
| 1953 | Auto Shippers | Kurtis Kraft-Offenhauser |  | 17 |  |  |  |  |  |  |  | 0     |      |

| 1954 | Scuderia | Vettura           |  |    |  |  |  |  |  |  |  | Punti | Pos. |
| ---- | -------- | ----------------- |  | -- |  |  |  |  |  |  |  | ----- | ---- |
| 1954 | Schmidt  | Kuzma-Offenhauser |  | NQ |  |  |  |  |  |  |  | 0     |      |

| 1955 | Scuderia         | Vettura                  |  |  |   |  |  |  |  |  |  | Punti | Pos. |
| ---- | ---------------- | ------------------------ |  |  | - |  |  |  |  |  |  | ----- | ---- |
| 1955 | Merz Engineering | Kurtis Kraft-Offenhauser |  |  | 5 |  |  |  |  |  |  | 1     | 23º  |

| Legenda | 1º posto     | 2º posto | 3º posto    | A punti         | Senza punti/Non class.  | Grassetto – Pole position Corsivo – Giro più veloce |
| Legenda | Squalificato | Ritirato | Non partito | Non qualificato | Solo prove/Terzo pilota | Grassetto – Pole position Corsivo – Giro più veloce |